# Martin Galia
Pour les articles homonymes, voir Galia.
Martin Galia, né le 12 avril 1979 à Ostrava en Tchécoslovaquie est un joueur international puis entraîneur tchèque de handball. Il évolue au poste de gardien de but.

## Biographie
De 2004 à 2008, Martin Galia joue au Frisch Auf Göppingen, avec lequel il atteint en 2006 la finale de la Coupe de l'EHF. En 2005-2006, il est le meilleur gardien de la Bundesliga en nombre de parades réalisés au cours de la saison (508).
Martin Galia rejoint pour la saison 2008-2009 le TBV Lemgo. En 2009, le gardien tchèque est contrôlé positif à l'octopamine, substance considérée comme dopante. Ce résultat est confirmé par une contre-expertise. Galia affirme avoir ingéré la substance par erreur en consommant un complément alimentaire, mais cette défense ne convainc pas la fédération allemande de handball, qui lui inflige une suspension de six mois assortie d'une amende de 20 000 euros,. Il remporte en 2010 avec Lemgo la Coupe de l'EHF.
Après la saison 2010-2011, Martin Galia passe du TBV Lemgo au TV Großwallstadt, où il évolue jusqu'en 2013. À partir de la saison 2013-2014, il joue pour le TSV St. Otmar Saint-Gall. À l'été 2016, il signe au NMC Górnik Zabrze dans le championnat polonais.
International tchèque depuis 2001, Martin Galia a notamment participé au championnat du monde 2005, où la République tchèque prend la 10e place et au Championnat d'Europe 2018, terminé à la 6e place.

## Palmarès

### En club
Compétitions internationales
- Coupe de l'EHF (C3)
  - Vainqueur en 2010
  - Finaliste en 2006

Compétitions nationales
- Championnat de République tchèque
  - Vainqueur (3) en 2000, 2001, 2002
- Coupe de Tchéquie
  - Vainqueur (3) en 2000, 2001, 2002

### En équipe nationale
Championnats du monde
- 18e place au Championnat du monde 2001
- 10e place au Championnat du monde 2005 (Statistiques : 36% – 66/185[7])
- 12e place au Championnat du monde 2007 (Statistiques : 31% – 64/207[8])
- 17e place au Championnat du monde 2015 (Statistiques : 23% – 18/79[9])

Championnats d'Europe
- 8e place au Championnat d'Europe 2002
- 11e place au Championnat d'Europe 2004
- 13e place au Championnat d'Europe 2008
- 8e place au Championnat d'Europe 2010
- 14e place au Championnat d'Europe 2012
- 6e place au Championnat d'Europe 2018
- 12e place au Championnat d'Europe 2020

### Distinctions individuelles
- élu meilleur handballeur de l'année en Tchéquie en 2006, 2018, 2019, 2020